# سوفيا سوزاني
سوفيا سوزاني (بالمجرية: Susányi Zsófia)‏ مواليد 16 فبراير 1992 في المجر، هي لاعبة كرة مضرب مجرية. أعلى تصنيف لها في الفردي كان 592. أعلى تصنيف لها في الزوجي كان 562.

## النهائيات

### الفردي (1–1)
| الحصيلة | الرقم | التاريخ       | الدورة          | الأرضية | المنافس            | النتيجة  |
| ------- | ----- | ------------- | --------------- | ------- | ------------------ | -------- |
| الفوز   | 1.    | 12 يوليو 2010 | بروكوبلي، صربيا | ترابية  | بولينا فينوجرادوفا | 6–4, 6–4 |
| الوصافة | 1.    | 4 يوليو 2011  | بروكوبلي، صربيا | ترابية  | جوفانا ياكشيتش     | 2–6, 3–6 |

## روابط خارجية
- سوفيا سوزاني على موقع رابطة محترفات التنس (الإنجليزية)
- سوفيا سوزاني على موقع الاتحاد الدولي لكرة المضرب (الإنجليزية)
- سوفيا سوزاني على موقع كأس بيلي جين كينغ (الإنجليزية)
- سوفيا سوزاني على موقع خلاصة التنس.كوم (الإنجليزية)